# 阿列克謝·莫爾達紹夫

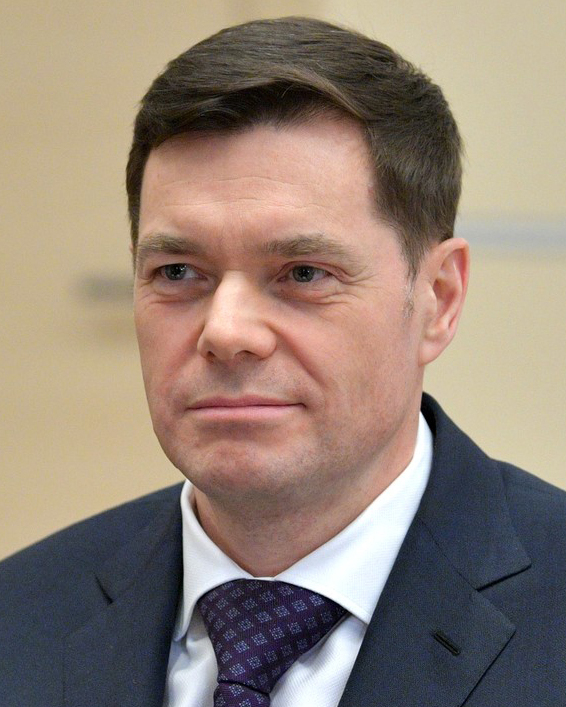
2018年攝

阿列克謝·亞歷山德羅維奇·莫爾達紹夫（羅馬化：Aleksei Aleksandrovich Mordashov；1965年9月26日—），俄羅斯億萬富翁商人。他是俄羅斯最大的鋼鐵和礦業公司北方鋼鐵的主要股東兼董事長。
他出身切列波韋茨一個鋼鐵業家庭，畢業於列寧格勒工程經濟學院，獲得學士學位。後來，他於2001年在英國泰恩河畔紐卡斯爾的諾桑比亞大學獲得MBA學位。
2021年2月，由於北方鋼鐵股票價值的增長，莫爾達索夫的財富達到321億美元，成為俄羅斯首富。
由於俄羅斯入侵烏克蘭，他受到日本、歐盟和美國的制裁。根據歐盟的說法，由莫爾達紹夫擁有財務股份的俄羅斯銀行是受益於吞併克里米亞的高級官員的“個人銀行”。
他也是超級遊艇Nord的持有人。

## 外部連結
- "Russia's Steel King Is Betting Billions on Detroit". Forbes. Retrieved 30 December 2015.